# Nāşerān
Nāşerān (persiska: ناصران) är en ort i Iran.   Den ligger i provinsen Gilan, i den nordvästra delen av landet, 240 km nordväst om huvudstaden Teheran. Nāşerān ligger 20 meter över havet och antalet invånare är 311.
Terrängen runt Nāşerān är huvudsakligen platt, men åt sydost är den kuperad.Runt Nāşerān är det tätbefolkat, med 659 invånare per kvadratkilometer. Närmaste större samhälle är Rasht, 15,4 km nordost om Nāşerān. Trakten runt Nāşerān består till största delen av jordbruksmark.